# Emir Kir
Emir Kir (Charleroi, 17 oktober 1968) is een Belgisch politicus uit Brussel. Hij was staatssecretaris in de Brusselse Hoofdstedelijke Regering en is sinds 7 december 2012 burgemeester van Sint-Joost-ten-Node. Kir is de eerste burgemeester van niet-Europese afkomst in België. Hij was lid van de Franstalige Parti Socialiste (PS) tot hij in januari 2020 uit de partij werd gezet vanwege banden met de extreemrechtse Turkse Grijze Wolven.

## Levensloop
Kir is de zoon van Turkse immigranten die in de jaren 60 in de Belgische mijnen kwamen werken als gastarbeiders. Ze vestigden zich in 1977 in Sint-Joost-ten-Node. Tussen 1987 en 1989 studeerde hij Politieke Wetenschappen aan de Université Libre de Bruxelles en van 1993 tot 1995 werkte hij in de telemarketing. Met het arbeidersmilieu als achtergrond en bewondering voor Guy Cudell stapte hij in 1995 in de PS. Tussen '95 en 2000 werkte hij als sociaal werker in Sint-Joost-ten-Node.
In oktober 2000 werd Kir verkozen in de gemeenteraad van Sint-Joost-Node en werd er onmiddellijk schepen van Onderwijs, Sociale Zaken en Werkgelegenheid, hetgeen hij bleef tot in 2004. Hij was er van 2001 tot 2004 eveneens voorzitter van het lokale bureau voor beroepsopleiding en het lokale agentschap voor tewerkstelling. In 2004 werd hij verkozen in het Brussels Hoofdstedelijk Parlement en kort nadien werd hij staatssecretaris van Monumenten en Landschappen en Openbare Netheid in de Brusselse Hoofdstedelijke Regering en minister van Sociale Actie, Gezin en Sport in de Franse Gemeenschapscommissie, wat hij zou blijven tot 2009. In 2006 deed hij wederom mee aan de lokale verkiezingen en werd eerste schepen, maar liet zich vervangen om in de Brusselse regering te kunnen blijven. Hij deed in 2007 ook mee aan de federale verkiezingen, werd verkozen, maar ging om dezelfde reden niet zetelen. In 2009 werd hij opnieuw verkozen bij de gewestverkiezingen en bleef zo staatssecretaris, met als bevoegdheden het Gewestelijk Agentschap voor Netheid (GAN) en Stedenbouw. In de Franse Gemeenschapscommissie werd hij opnieuw minister, bevoegd voor Beroepsopleiding, Sociale Actie, Gezin, Sport en Internationale Betrekkingen.
In 2012 stelde Emir Kir zich opnieuw kandidaat bij de lokale verkiezingen. Hij werd verkozen en werd eind 2012 burgemeester van Sint-Joost-ten-Node. Kir was hiermee de eerste burgemeester van niet-Europese afkomst in België. Zijn functies in de Brusselse regering gingen over naar partijgenoot Rachid Madrane. Na de verkiezingen van 2018 werd hij opnieuw burgemeester van Sint-Joost-ten-Node.
Op 4 november 2013, net toen de winter voor de deur stond, besliste Emir Kir om het Gesù-klooster in Sint-Joost-Ten-Node te laten ontruimen. Wat volgde was dat ruim honderd krakers uit het klooster werden gezet. Naast plannen voor de bouw van een luxueus hotel zouden klachten van omwonenden en criminele activiteiten als drugshandel en prostitutie in het gebouw de doorslag hebben gegeven voor de ontruiming. Na de ontruiming werden de 119 bewoners, onder wie 38 kinderen, naar een crisiscentrum gebracht. Hier wachtten zij op een overplaatsing naar tijdelijke woningen die de gemeente en het gewest voor hen beschikbaar zullen stellen. Tientallen bewoners waren echter al voor de ontruiming vertrokken.
Van 2012 tot 2014 zetelde Kir opnieuw in het Brussels Hoofdstedelijk Parlement. In 2014 werd hij door de Brusselse regering aangesteld als voorzitter van de Gewestelijke Investeringsmaatschappij voor Brussel (GIMB). Bij de verkiezingen van 2014 werd hij voor de eerste keer verkozen in de Kamer.
In 2015 kwam hij tussen bij een repatriëring van een uitgewezen vrouw. Omdat hij een opstand aan boord zou hebben aangestoken, dienden minister van Binnenlandse Zaken Jan Jambon en staatssecretaris voor Asiel en Migratie Theo Francken (beiden N-VA-politici) een klacht tegen hem in. Naar eigen zeggen reageerde Kir op "ontoelaatbaar fysiek en psychologisch geweld" bij de repatriëring. Datzelfde jaar bleef hij afwezig op een herdenking van de Armeense Genocide in de Kamer, waarvan hij niet erkent dat het om een genocide gaat, tegen de partijlijn in. Zijn partij liet dan ook haar ongenoegen blijken. Bij de verkiezingen van mei 2019 werd Kir herkozen als Kamerlid.
Op 17 januari 2020 besloot de tuchtcommissie van de PS Kir uit de partij te zetten omdat hij in december 2019 een ontmoeting had met twee Turkse extreemrechtse burgemeesters van de MHP, die banden heeft met de Grijze Wolven. Eerder in 2019 had Kir in het Turkse geboortedorp van zijn ouders ook al een ontmoeting met een MHP-burgemeester. Vervolgens ging hij als onafhankelijke in de Kamer zetelen. Bij de federale verkiezingen van juni 2024 kwam Kir niet meer op om zich helemaal toe te leggen op de lokale politiek.
Bij de lokale verkiezingen van oktober 2024 kwam Emir Kir als onafhankelijke met een "Lijst van de Burgemeester". Hij haalde de absolute meerderheid in zijn thuisgemeente Sint-Joost-ten-Node, maar de PS, Ecolo en Team Fouad Ahidar stelden zich achteraf vragen bij de uitslag en dienden klacht in vanwege vermoedelijke kiesfraude. Het rechtscollege van het Brussels Parlement verklaarde de uitslag in november 2024 ongeldig en in februari 2025 vonden nieuwe verkiezingen plaats. Hierbij behaalde de Lijst van de Burgemeester opnieuw een absolute meerderheid en in april 2025 kon Kir aan zijn derde termijn als burgemeester beginnen.

## Eretekens
- 2019: grootofficier in de Orde van Leopold II.[12]